# Луис Суарес (футболист)
Вижте пояснителната страница за други личности с името Луис Суарес.
Луис Суарес Мирамонтес (на испански: Luis Suárez Miramontes) е бивш испански футболист и треньор. Той бе единственият футболист, роден в Испания, който е печелил Златната топка, през 1960 г., до спечелването и от Родри през 2024 г.
Има 14 гола и 32 мача за националния отбор на Испания за периода 1957 – 1972.

## Кариера
Играе в Ла Коруня (1951 – 53) и Барселона (1953 – 1961, вкарва 112 гола в 216 мача). Печели титлата в Испания през 1959 и 1960, както и купата през 1957 и 1959. През 1961 г. Барселона го продава на Интер за £142 000 и така той става най-скъпия футболист в света. Изиграва 328 мача за Интер и вкарва 55 гола. Шампион на Италия през 1963, 1965 и 1966. Печели КЕШ и Междуконтиненталната купа през 1964 и 1965, както и Купата на панаирните градове през 1958 и 1960. Финалист за КЕШ през 1961 и 1967. По-късно играе в Сампдория (1970 – 72).
След като приключва състезателната си кариера, Суарес работи като треньор. В периода 1982 – 88 е помощник-треньор на националния отбор на Испания. През 1986 извежда младежкия национален отбор до златните медали на европейското през 1986. Треньор на мъжкия национален отбор в периода 1988 – 1991. Бил е треньор на Интер три пъти (1974/75, 1992 и 1995).
Умира на 9 юли 2023 г. на 88-годишна възраст.

### Отличия
- Носител на Златна топка: 1

1960
- Европейски шампион: 1

Испания: 1964
- Междуконтинентална купа: 2

ФК Интер: 1964, 1965
- Купа на Европейските шампиони: 2

ФК Интер: 1963/64, 1964/65
- Шампион на Испания: 2

ФК Барселона: 1959, 1960
- Купа на Краля: 2

ФК Барселона: 1957, 1959
- Шампион на Италия: 3

ФК Интер: 1962/63, 1964/65, 1965/66
- Купа на панаирните градове: 2

ФК Барселона: 1958, 1960
- Европейски шампион до-21 (като треньор): 1

Испания до-21: 1986